# 三大怪獣 地球最大の決戦
- ゴジラシリーズ > 三大怪獣 地球最大の決戦
- 空の大怪獣 ラドン > 三大怪獣 地球最大の決戦

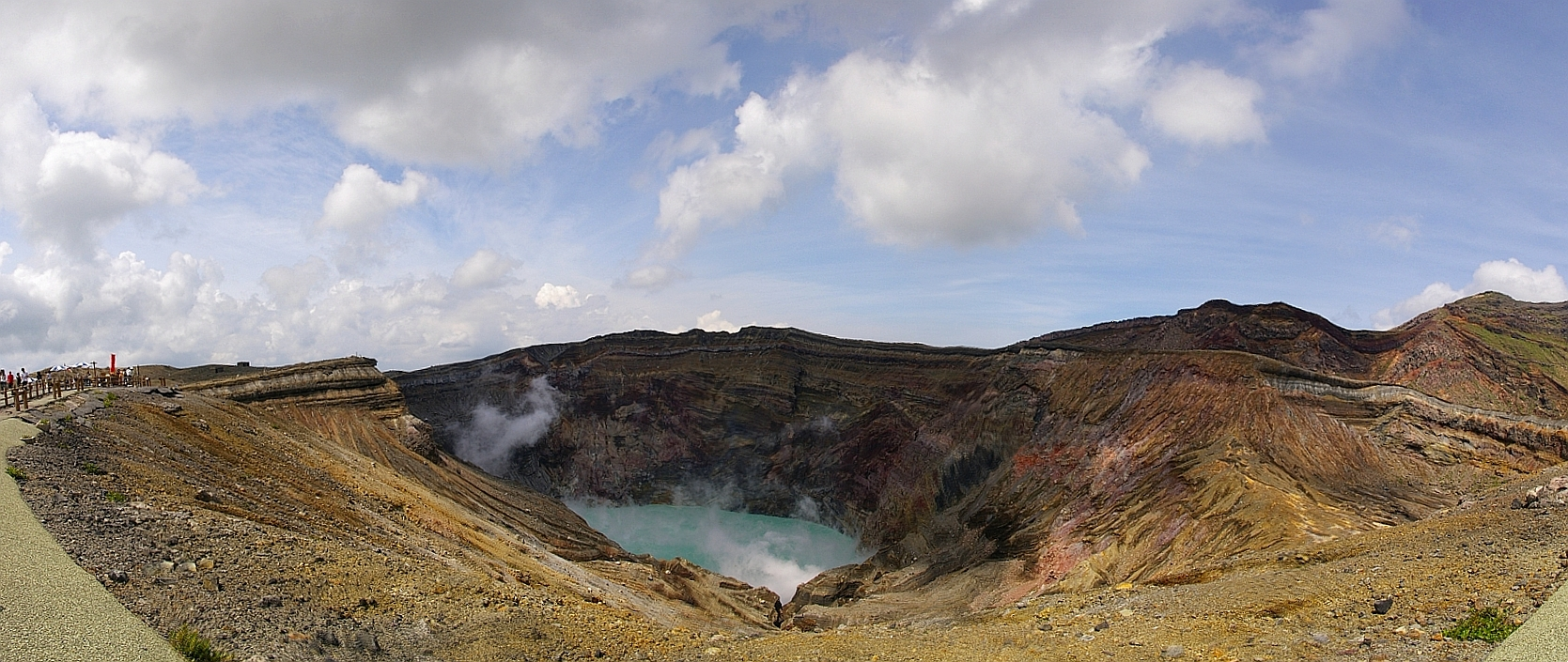
ラドン出現シーンは熊本県の「阿蘇山」火口でロケされた。本作公開直前の10月に運行開始されたばかりの観光登山バス「マウントカー」も登場する

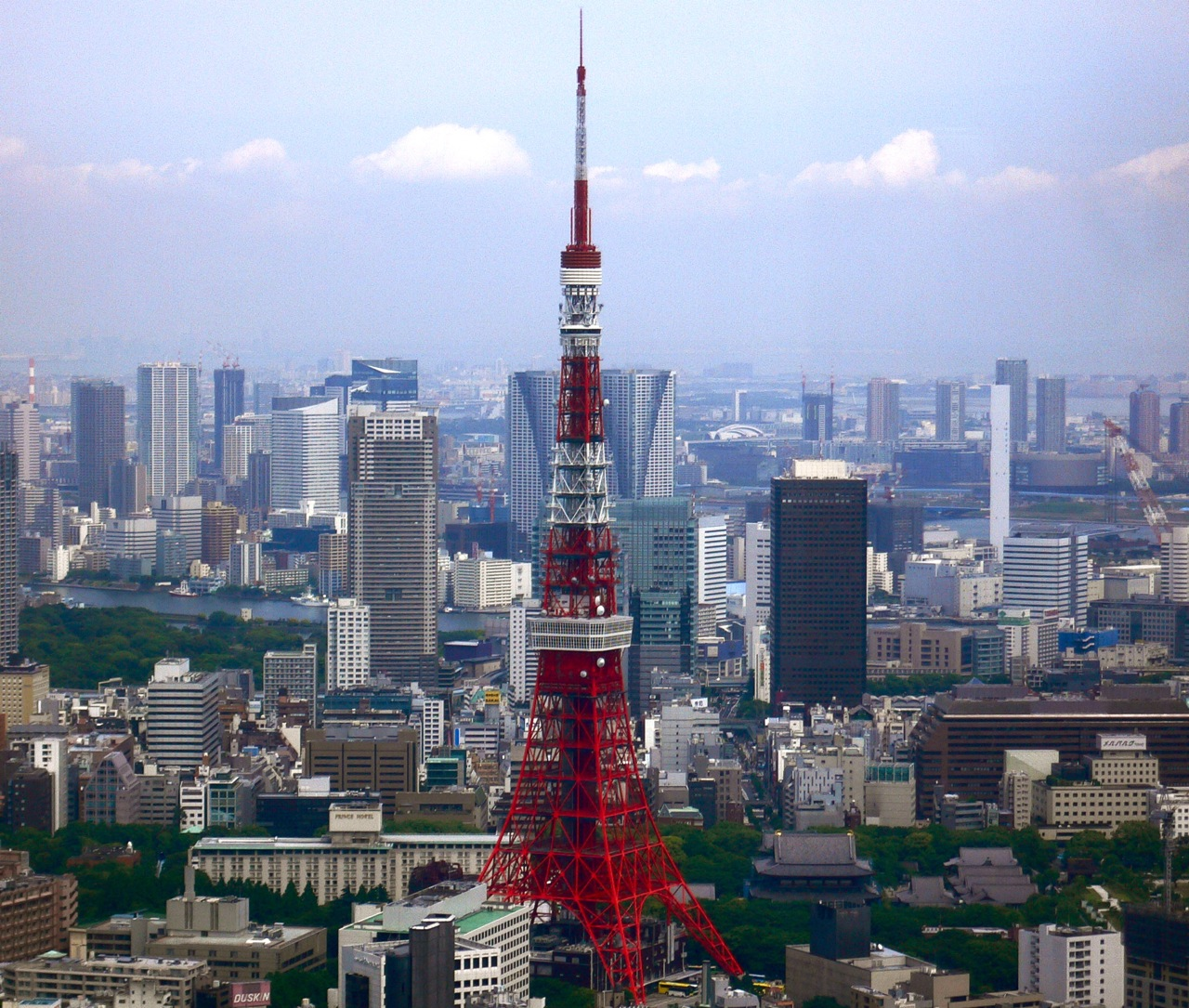
キングギドラに壊される「東京タワー」

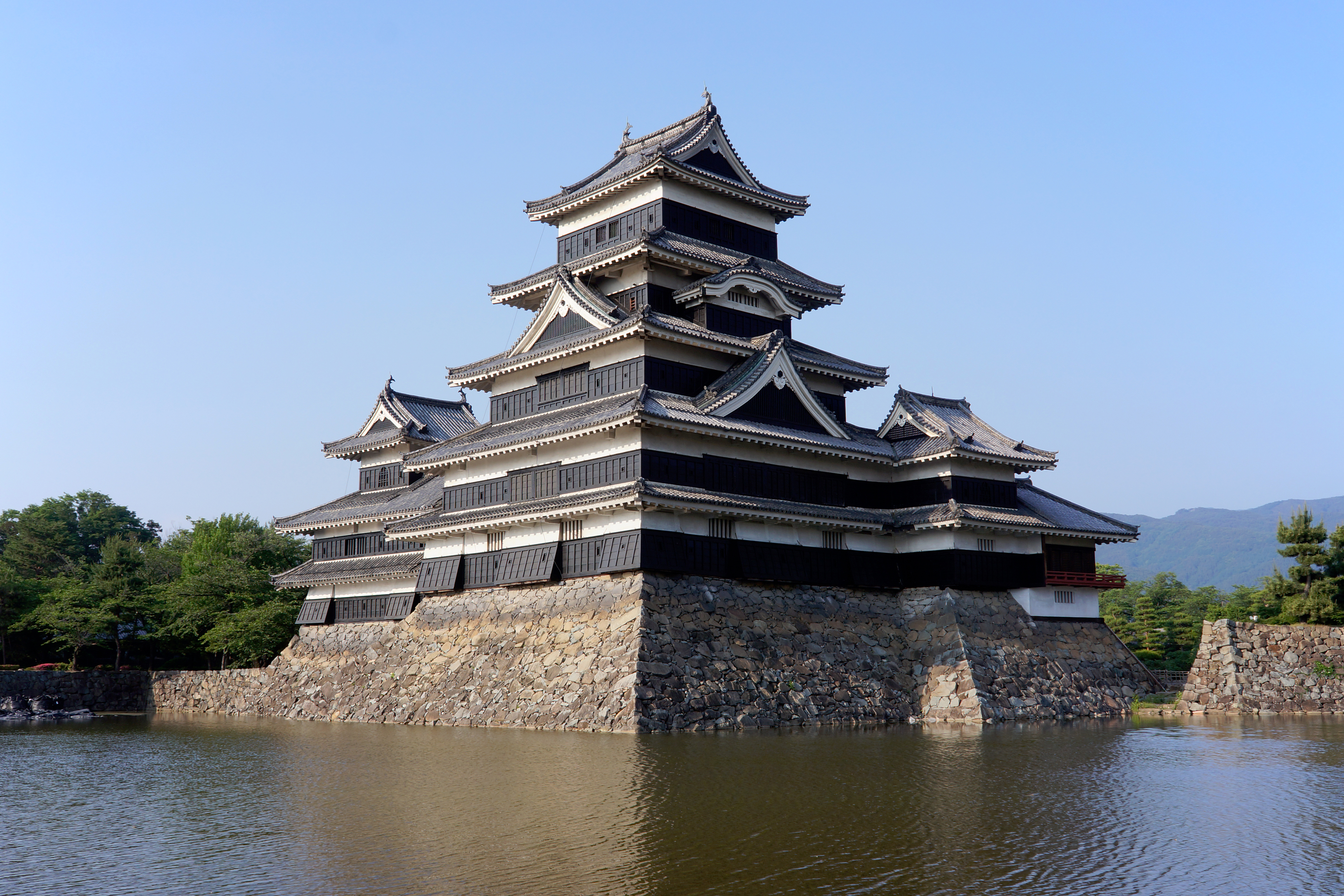
キングギドラに壊される「松本城」。松本市内でロケが行われた。

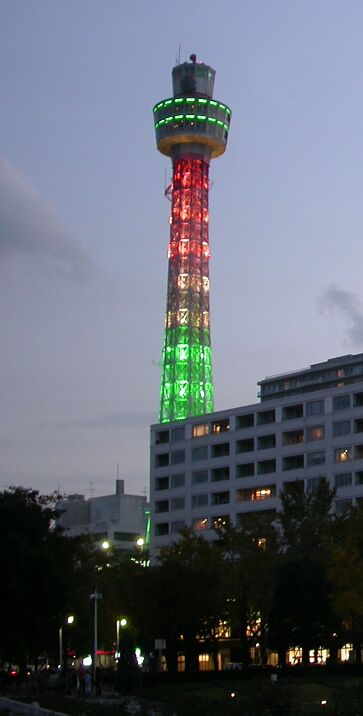
キングギドラの引力光線で倒される「横浜マリンタワー」

『三大怪獣 地球最大の決戦』（さんだいかいじゅう ちきゅうさいだいのけっせん）は、1964年（昭和39年）12月20日に公開された日本映画。「ゴジラシリーズ」の第5作であり、『空の大怪獣 ラドン』と『モスラ対ゴジラ』の直接的な続編にもあたる。製作・配給は東宝。総天然色、東宝スコープ。略称は『地球最大』。監督は本多猪四郎、主演は夏木陽介。
初回興行時の観客動員数は、前作『モスラ対ゴジラ』を上回る432万人となった。
併映作品は『花のお江戸の無責任』。

## 概要
『モスラ対ゴジラ』に続く東宝怪獣映画10周年記念作品の第2弾。
ゴジラシリーズ史上、ゴジラが初めて善玉として描かれるなど、以前とは立場を変えることになった作品である。同時に、常に「人類の脅威」であるゴジラを描くという作品姿勢も転機を迎え、以降の作品は怪獣同士の格闘劇が主になっていく。怪獣同士で鳴き声などを通じて明確な意思疎通を行うなど、擬人的な表現も増えていった。
シリーズ最大の悪役（敵役）怪獣とされているキングギドラが初登場した作品でもある。タイトルの「三大怪獣」とは、地球の三大怪獣であるゴジラ・ラドン・モスラのことを指しており、宇宙超怪獣であるキングギドラのことは含まない。
一応、自衛隊は登場するものの、戦車や戦闘機などを使った作戦は実施していない。
怪獣たちの最終決戦の場は前々作『キングコング対ゴジラ』でも採用された富士山麓周辺であり、輸出を意識したロケーションとなっている。このような「富士山を背景にしたクライマックスシーン」は次作『怪獣大戦争』やさらに後年の作品『怪獣総進撃』でも見られ、いわゆる「お約束的な場面」を確立した。これについて、撮影助手で参加していた川北紘一は、ビル街など建物がある場所よりも怪獣自体のキャラクター性を強調するためであったと推測している。舞台の1つである横浜は、在日米軍による接収解除後に整備が進められた山下公園を中心に、1961年に開業した横浜マリンタワーや1963年に完成した山下埠頭など、当時開発が進んでいた地域であった。
オリジナル版は1971年開催の「東宝チャンピオンまつり」での再上映に際して短縮版に改変された（詳細は#再上映を参照）が、2014年にはHDリマスター版が、2021年には東京現像所による完全再現作業を経て4Kデジタルリマスター版が制作された。

## ストーリー
1965年、異常な温暖異変に見舞われた日本では、1月にもかかわらず猛暑が続き、蚊が発生して日本脳炎が流行していた。連夜流星群が地球に飛来するなか、磁力とも引力ともつかない、不思議な吸引力をもつ1つの巨大な隕石が黒部峡谷へ落下した。時を同じくして、警視庁の進藤刑事は非公式で日本に極秘来日するセルジナ公国のサルノ王女の護衛を命じられたが、彼女を乗せた特別機は暗殺者の仕掛けた爆弾によって墜落したことでそれは取り下げられる。その後、金星人を名乗って地球の大変動を訴える男装の女性が東京・上野に現れたが、予言を信じる者はいなかった。しかし、男装の女性が再び阿蘇山に姿を現し、ラドンの復活を予言すると、その直後に予言どおり、地殻に溜まった火山ガスの作用によって、阿蘇山の火口からラドンが出現する。
進藤は古道具屋に黄金の腕輪を売ろうとした漁師の証言から、新聞で見た写真の男装の女性が死亡したはずのサルノ王女だと確信し、単独で捜査を開始する。そのころ、テレビ出演のために日本を訪れていた小美人たちは、再び現れた金星人を名乗る男装の女性による「その船に乗ってはいけない」との予言を信じて船に乗ることを避ける。進藤の妹の直子は男装の女性を保護して小美人とともに横浜市内のホテルに宿泊したが、セルジナ公国から来た暗殺団も彼女をサルノ王女と見抜き、日本での潜伏先に選んだホテルを襲撃する。しかし、小美人たちの機転と進藤の活躍により暗殺団の襲撃は失敗する。そこへ、寿山号を太平洋上で襲って横浜港から現れたゴジラが上陸する。さらに再びラドンも現れ、両者は箱根から富士山麓にかけて激突する。
進藤たちは、サルノ王女の精神疾患を疑い、彼女を富士山麓にある精神医学の権威・塚本博士の研究所へ連れていくが、診察の結果は正常と出た。実は、サルノ王女には金星文明の滅亡を避けて地球へ逃れてきた金星人の血が流れており、それが予知能力を発揮していたのだ。まもなく、5,000年前に金星を滅ぼした宇宙最強の怪獣キングギドラが姿を現すと語ったサルノ王女の言葉通り、黒部峡谷の隕石からキングギドラが誕生する。
日本各地を荒らし回るキングギドラに対抗するため、小美人たちはインファント島から守護神モスラを呼び、モスラは自分と力を合わせてキングギドラと戦うよう、ゴジラとラドンに呼びかける。ゴジラとラドンは「いつも我々をいじめていた人間を助ける義理はない」とモスラを拒絶するが、キングギドラに一方的に攻撃されながらも単身で立ち向かうモスラの姿に心を動かされ、加勢する。こうして三大怪獣の猛攻を受けたキングギドラは、ついに宇宙へ逃げ去る。暗殺団はキングギドラが起こした崖崩れによって全滅し、サルノ王女も自我を取り戻す。
すべてが終わり、サルノ王女は進藤に抱いた淡い想いを明かしつつ、静かにセルジナへの帰国の途に就いた。モスラと小美人たちもインファント島への帰途に就き、人類との争いを回避したゴジラとラドンは、海を渡るその姿を岸壁から見送るのだった。

## 登場キャラクター
ゴジラ

ラドン

モスラ

キングギドラ

小美人

## 登場人物
進藤（）
警視庁の刑事。年齢は20代後半。ブローニングを愛用する。
来日するサルノ王女の護衛を命じられた。王女の乗った航空機は墜落したものの、彼女に酷似した金星人と名乗る謎の女性に着目する。単独捜査の末、金星人が何らかの理由で記憶が混乱しているサルノ王女本人であると知り、やがてキングギドラの脅威と王女暗殺計画に巻き込まれていく。
- 脚本第1稿では、麻薬捜査官という設定であった。

進藤 直子（）
進藤刑事の妹。東洋放送局員で、ラジオ番組『20世紀の神話』の担当記者。金星人を名乗る女性の噂を聞きつけ、兄とは別の形で彼女にアプローチするが、後に合流してともにキングギドラの脅威に立ち向かう。
- 脚本第1稿では、上司である金巻の活躍に重点が置かれていたが、第2稿からは直子の描写が増加した。

村井（）
帝都工大の助教授で、黒部峡谷霞沢に落下した隕石の調査隊長を務める科学者。隕石から出現したキングギドラを目の当たりにし、かつて取材を受けた直子と共に金星人を名乗るサルノ王女を追う。進藤からは直子のボーイフレンドだと誤解される。愛車は1964年製のトヨタ・3代目コロナ。

塚本（）
富士山麓の村に「塚本研究所」を構えている、精神医学の大家。警視庁からの依頼を過去に何度もこなしており、記憶の混乱したサルノ王女の治療を進藤に頼まれる。検査を進めるうち、やがて王女がただの精神疾患ではないことに気づく。

サルノ
セルジナ公国の王位継承者である王女。フルネームはマウス・ドゥリナ・サルノ。反対派による政治闘争から逃れるため非公式に来日する予定だったが、サルノ王女の暗殺を企む一派の一員であるマルメスの陰謀によって乗っていた航空機が墜落したため、行方不明となっていた。しかし、謎の声に導かれて生還しており、以後は危機に際して「金星人の本能」に目覚め、金星人の予言者を自称して日本各地で危機を予言する。
正体は、5,000年前にキングギドラによって全滅した金星文明から地球に脱出してきた金星人の血を引く末裔の1人。キングギドラの地球襲来に際し、祖先の霊魂はサルノ王女の身体を借りて得た予言能力でキングギドラの脅威を地球人に伝えようとするが、マスメディアを使って大衆に広く呼びかけるといった方法には思い当たらず、ひたすら道端で市井の人々を相手に演説するという、非効率な方法をとらざるを得ない状態を続けていた。
- 「マウス・ドゥリナ・サルノ」という名は、「まあ、素通りなさるの？」という言葉を引っかけた言葉遊びである。
- 金星人の設定は、当時実在した金星人を自称する男性教師や宇宙創造神の意志を伝える予言者などがマスコミに取り上げられており、これらの人物がモデルになったものとみられる。脚本第1稿ではサルノ王女は登場せず、進藤に追い詰められた麻薬密輸団の1人が金星人の語り部になるという展開であった。
- 演じる若林は、金星人の役作りには夢遊病者をイメージしており、他人の顔を一人一人見ないことを意識していた。金星人として活動している際の衣裳は、監督の本多が若林の私服姿を見て採用したものであった。若林はジーンズなどのボーイッシュな格好を好んでおり、金星人の衣裳もやりやすかったと述べている。
- 塚本の研究所で検査を受けるシーンの撮影では、若林は前日にテレビの撮影で徹夜だったため、撮影中に寝入ってしまった。本多は若林が徹夜明けであることを知っていたため、起こさずにいたという。

マルメス
セルジナ公国内の、サルノ王女暗殺を目論む一派のエージェント。王女の乗った特別機を爆破したが、彼女の生存を察知するとボス（安楽椅子の男）の指示に従って来日し、銃器を用いて直接暗殺しようとする。日本で待ち受けていた3人の手下とともに車でサルノ王女を追っている際にキングギドラの起こした落石によって部下を失い、自身も負傷した状態で王女と進藤の抹殺を図るが、再びキングギドラが起こした落石によって死亡する。
- 脚本などでは、「黒眼鏡」としか表記されていない。
- 死亡する際に落石を抱えてしまうのは演出ではなく、演じる伊藤久哉が思わずカポック製の岩に抱きついてしまったもので、本多としては本意ではなかったがうまくカットできずそのまま使用することとなった。

安楽椅子の男
セルジオ公国の権力者で、サルノ王女暗殺を目論む反対派の黒幕。マルメスに王女の暗殺に失敗すれば「死刑」と脅す。

進藤 サト
進藤兄妹の母。仕事の話ばかりをする直子に少々不満であったが、ボーイフレンドができたと喜ぶ。

金巻（）
在京の民放ラジオ局である東洋放送報道部の放送開始を控えるドキュメンタリーシリーズ『20世紀の神話』製作班班長。直子の上司。
金星人を自称する予言者が現れたという情報を持ち込む。

## 登場メカ
サルノ王女特別機
日本へ向かうサルノ王女を乗せた双発の小型レシプロ旅客機。暗殺団により爆弾が仕掛けられ、空中で爆破された。
- 機内のシーンは、東宝撮影所第3ステージに組まれたセットで撮影された。

寿山号（）
横浜港から出航する旅客船。航海中にゴジラに遭遇し、放射能火炎を受けて沈没する。インファント島へ帰る小美人が乗船する予定だったが、金星人の予言によって下船していたため、難を逃れている。
- 横浜港に停泊している際の本編シーンは、芝浦埠頭に停泊する大雪山丸を用いて撮影された。

メルセデス・ベンツ・W111
暗殺団が使用する乗用車。王女暗殺に失敗して富士山麓の山道を逃走する最中に、キングギドラの引力光線によって起きた崖崩れに巻き込まれ、崖の岩に潰される。
- 実車両のほか、ミニチュアも制作された。

トヨタクラウンRS46マスターライン
塚本研究所の車。

トヨペット・コロナ3代目
村井の車。

1963年式日産セドリックデラックス
松本市広報課の車両。

自衛隊ジープ・ウィリス社製CJ3A
自衛隊の使用するジープ。

## 設定
セルジナ公国
南アジアの小国。
政治闘争により暗殺団が暗躍しており、国王も殺害されている。

『あの方はどうしているのでしょう？』
青空千夜・一夜が司会を務めるテレビ番組。少年の投書により小美人を招いた。
- ファンファーレは、池野成が日高繁明が監督した『手錠をかけろ』用に作曲した劇伴を使用している。

宇宙円盤クラブ（宇宙円盤協会）
空飛ぶ円盤との交信を試みている団体。団員は20人前後。
進藤直子が『20世紀の神話』の取材で集会に訪れるが、円盤は姿を現さなかった。
- 空飛ぶ円盤を研究する団体という設定は、当時実際に活動していた複数の団体がモデルとみられる。
- 会長の部屋には、『宇宙大戦争』（1959年）のナタール円盤が飾られている。

## キャスト
- 警視庁[129] 進藤刑事[出典 41]（進藤[出典 42]）：夏木陽介
- 東洋放送[129] 進藤直子[出典 43]（直子[134]）：星由里子
- 帝都工大[129] 村井助教授[出典 44]（村井[出典 45]）：小泉博
- 塚本博士[出典 46]：志村喬
- 小美人[出典 47]：ザ・ピーナッツ（伊藤エミ、伊藤ユミ）
- サルノ王女[出典 48][注釈 15]：若林映子
- 黒眼鏡[出典 49]（黒眼鏡の男[14][78]、暗殺団黒眼鏡[129]）[注釈 16]：伊藤久哉
- 暗殺団手下1[出典 50]（暗殺団[14]、手下1[87]）：黒部進
- 警視庁[19] 沖田課長[出典 51]：平田昭彦
- 東洋放送[19] 金巻班長[出典 52]：佐原健二
- 暗殺団手下2[出典 53]（暗殺団[14]、手下2[87]）：伊吹徹
- 調査隊隊員1[出典 54]（調査隊隊員[14]、村井班・調査隊員1[21]）：野村浩三
- 寿山号船長[出典 55]：田島義文
- サルノ王女[19] 老臣[出典 56]（老臣長[87]）：天本英世
- インファント島長老[出典 57][注釈 17]：小杉義男
- 自治大臣[出典 58][注釈 18]：高田稔
- 進藤の母サト[出典 60]（進藤サト[出典 61]）：英百合子
- 小牧記者[出典 62]：加藤春哉
- 漁師[出典 63]：沢村いき雄
- 防衛大臣[出典 64][注釈 19]：富田仲次郎
- 国会議員[出典 65][注釈 20]：石田茂樹
- 安楽椅子の男[出典 66][注釈 13]：大友伸
- 新郎[出典 67]：中山豊
- 帽子拾い屋[出典 68][注釈 21]：大村千吉
- 円盤クラブ会長[出典 69]（宇宙円盤クラブ会長[148]）：松本染升
- 暗殺団手下3[出典 70]（暗殺団[14]、手下3[87]）：鈴木和夫
- TVの司会者[出典 71]（テレビ司会者[出典 72]、『あの方はどうしているのでしょう』司会者[21]）：青空千夜、青空一夜
- 円盤クラブYシャツ[出典 73]（Yシャツの男[163]：ヘンリー大川（大川平八郎[7]）
- 国会議員[出典 74]：向井淳一郎
- 国会議員[出典 75]：古田俊彦
- 村の警官[出典 76]：池田生二
- 火山研究所職員[15][148]、村の人2[19][87]（村人[168]、村人2[134][21]）：澁谷英男
- 村の人3[出典 77]（村人[169]、村人3[134][21]）：勝本圭一郎
- 村の人1[出典 78]（村人1[134][21]）：広瀬正一[注釈 22]
- ゴジラ[15][19][注釈 23]：手塚勝巳
- ホテルマン[出典 79]（ホテルのフロント係[171][172]、MISUMI HOTEL フロント係[148]）：宇野晃司
- 上野公園の野次馬[出典 80]、貴賓室の関係者[21]：井上大助
- 調査隊隊員2[出典 81]（調査隊隊員[14]、村井班調査隊員2[21]）[注釈 24]：三浦敏男
- 新婦[出典 82][注釈 25]：浦山珠実
- 国務大臣[出典 83]：熊谷卓三
- 国会議員[15][87][注釈 26]：津田光男
- 新聞記者[出典 84]（A社記者[139][7]、東朝新聞記者[21]）：勝部義夫
- 寿山号船員[出典 85]：坪野鎌之
- 調査隊隊員[172][179]（調査隊隊員4[出典 86]、調査隊隊員5[87]、村井班調査隊員4[21]）：今井和雄
- 上野公園の野次馬[出典 87]：門脇三郎
- 上野公園の野次馬[出典 88]：越後憲三
- 上野公園の野次馬[出典 89]：伊原徳
- 調査隊隊員3[出典 90]（調査隊隊員[14]、村井班調査隊員3[21]）、松本の避難民[183]、展望台観光客[183]、避難誘導の警官[183][注釈 27]：古谷敏
- 調査隊隊員5[出典 91]（調査隊隊員4[87]、村井班調査隊員5[21]）：黒木順
- 電力会社社員[出典 92]：岡豊
- ゴジラ[出典 93]：中島春雄
- 宇宙円盤クラブ会員[148]：宇畄木耕嗣[注釈 22][注釈 28]
- 坂本晴哉[注釈 22]

### キャスト（ノンクレジット）
- 阿蘇山の観光客[172]（観光客[87]）：加藤茂雄[出典 95][注釈 29]
- 円盤クラブの女性会員：内山みどり[148][189]
- 円盤クラブの女性会員[出典 96]、公開番組の観客[192]、村人[192]：記平佳枝
- 円盤クラブ会員、代議士：大西康雄[出典 97]
- 塚本研究所の年配の助手[169]（塚本博士の助手[87]）：小沢憬子[出典 98]
- サルノ王女の侍女[出典 99]（侍女[87]）、喫茶店の客[196]、インファント島民[196]、渋谷駅前の女[196]、テレビを見る女[196]：川口節子
- 喫茶店のボーイ（純喫茶ローハイムのボーイ[87]）：久野征四郎[出典 100]、中西英介[出典 101]
- 塚本研究所の助手（塚本博士の助手[87]）：砂川繁視[出典 102]、吉頂寺晃[148]
- 上野公園の野次馬：高野文子[148][201]、成田孝[202]、緒方燐作[203][148]、鈴川二郎[出典 103]、篠原正記[21]
- ラジオ番組『20世紀の神話』製作班員（番組製作班員[87]）：谷和子[148][205]、大塚秀男[148]、伊藤実[206][148]
- サルノ王女の随行員[169]（随行員[87]）：日方一夫[出典 104]
- 総理大臣：山田圭介[148][208]
- 寿山号船員（船員[87]）：吉田静司[出典 105]
- 寿山号の作業員：庄司一郎[148]
- 新聞記者[72][87]（貴賓室の記者[21]）、自衛隊員[72]：佐藤功一
- 新聞記者[87]（貴賓室の記者[21]）：天海竜太郎
- 国会のテレビカメラマン：荒木保夫[148]
- 村の警官：小松英三郎[148]
- 警視庁署員：清水良二[21]、由起卓也[21]
- 東洋放送社員：川又由紀夫[21]、毛利幸子[21]
- 野次馬[148][209]、記者[209]、横浜の避難民[209]、貴賓室の関係者[21]：榊田敬二
- TVの男の子[出典 106]（テレビの少年[87]、『あの方はどうしているのでしょう』出演の男の子[21]）：中島孝平、鏑木滝義
- 観光客、松本城の取材陣：松原靖[21]
- 純喫茶「ローハイム」の客：大前亘[21]
- 塚本博士の助手[148]、貴賓室の関係者[21]：岡部正[148]
- 大臣：生方壮児[210]
- 上野の野次馬：矢野陽子[211]
- 村人：千葉一郎[212]
- アナウンサー：池谷三郎[213]
- 番組の観客：東静子[214]
- 円盤クラブ会員、上野公園の記者、松本の観光客：大仲清治[215]

## スタッフ
参照
- 製作：田中友幸
- 脚本：関沢新一
- 撮影：小泉一
- 美術：北猛夫
- 録音：矢野口文雄
- 照明：小島正七
- 音楽：伊福部昭
- 整音：下永尚
- 監督助手：佐野健
- 編集：藤井良平
- 音響効果：知久長
- 現像：東京現像所
- 製作担当者：中村茂
- 特殊技術
  - 撮影：有川貞昌、富岡素敬
  - 光学撮影：真野田幸雄、徳政義行
  - 美術：渡辺明
  - 照明：岸田九一郎
  - 合成：向山宏
  - 監督助手：中野昭慶
  - 製作担当者：小池忠司
- 特技監督：円谷英二
- 監督：本多猪四郎

### スタッフ（ノンクレジット）
- 監督助手：高橋薫明、砂原博泰、橋本幸治[15]
- スチール：田中一清[15]
- 特殊技術
  - 火薬：山本久蔵[要出典]
  - 造形チーフ：利光貞三[要出典]
  - 操演：中代文雄[15]
  - 撮影助手：川北紘一[15]
  - 美術助手：白崎治郎[15]
  - 光学作画：飯塚定雄[要出典]

## 挿入歌
「幸せを呼ぼう」
作詞：岩谷時子 / 作曲：宮川泰 / 歌：ザ・ピーナッツ
従来の小美人の歌唱曲のような民族風の歌曲ではなく、ザ・ピーナッツの楽曲に近い歌謡曲となっている。音楽担当の伊福部昭は本曲の制作に携わっていない。脚本では「モスラの唄」と指定されていた。

## 製作

### 企画経緯
本作品は1964年12月公開予定だった『赤ひげ』（黒澤明監督）の撮影が長引いたため、正月興行用に急遽制作された作品である。ゴジラ映画で正月興行はシリーズ初のことだった。1964年（昭和39年）はゴジラ映画が2本制作された初の年となった。同年の『宇宙大怪獣ドゴラ』も含め、東宝で怪獣映画が1年に3本制作されたのも初である。製作の田中友幸は、本作品を怪獣映画の集大成と位置づけ、翌年は新機軸の本格SF映画へ転換することを構想していたが、一連のヒットにより引き続き怪獣映画が制作されることとなった。本作品と並行してアメリカとの資本提携による『フランケンシュタイン対ゴジラ』という企画も進められていたが、こちらは紆余曲折を経てゴジラシリーズではない『フランケンシュタイン対地底怪獣』（1965年）として完成した。
1964年1月の新聞報道で、4月公開の『モスラ対ゴジラ』ののち、夏に『続キングコング対ゴジラ』、秋に『フランケンシュタイン対ゴジラ』、年末にもう1本が制作予定であることが報じられていたが、夏秋の2本は実現には至らなかった。その後、田中が4月のインタビューで「モスラ、ゴジラ、キングコングの巨頭会議」という構想を語っており、これが本作品の原型になったとされる。
『モスラ対ゴジラ』の完成後、特撮班は『ドゴラ』と翌年公開の『勇者のみ』の撮影を並行しており、本作品の制作は9月に入ってから本格的に始動した。切迫した製作期間であったが、本編・特撮とも短いシーンにも専用のセットを設けるなど、急ごしらえを感じさせない豪華な仕様となっている。小美人関連の小道具など、前作の1つ『モスラ対ゴジラ』から流用しているものも多い。モスラの幼虫も、造形物は『モスラ対ゴジラ』からの流用だが、目の光が青から赤に変わっている。

### 内容の変遷
三大怪獣の話し合いについて、脚本では「悪を倒す会議」と表現しており、撮影の有川貞昌は国際会議が多かった当時の世相を反映したものと解釈している。製作の田中友幸は、三大怪獣をアメリカ・イギリス・ソ連の三大国に見立てており、三者協力による世界平和を暗示したものであると語っている。怪獣の擬人表現について、『キングコング対ゴジラ』のころは抵抗のあるスタッフも多かったが、本作品のころには慣れていたという。監督の本多猪四郎も、怪獣たちの会議に否定的な考えであったが、割り切って演出したと述べている。ゴジラのスーツアクターを務めた中島春雄は、こういった演出は嫌いではなかったといい、そういう脚本になっているから自身が口を挟むことではなかったと述べている。記録係であった久松桂子は、本作品での擬人化したシーンがあったことで、あまり愛着の沸かなかったゴジラが身近に感じられるようになったと語っている。
本作品のストーリーは『ローマの休日』から強く影響を受けている。同作品の日本初公開は1954年であったが、1963年にリバイバル上映され再ヒットしていた。サルノ王女役の若林映子はラストシーンについて、監督の本多猪四郎から「『ローマの休日』を意識してやってごらん」と言われ、「私もヘップバーンが大好きで、このときは頭の中でイメージして演じていました」と述べている。主演の夏木陽介も、脚本を読んで『ローマの休日』のようだと感じたという。
脚本第1稿では、キングギドラがニューヨークを襲撃するという描写もあり、イメージスケッチも描かれていた。決定稿では、ゴジラがマリンタワーを破壊するという描写であったが、キングギドラに変更された。
キングギドラが逃走し、ゴジラとラドンがモスラを見送るというラストシーンは、シリーズの継続を示唆したものであった。

### 配役
主演の夏木陽介は、同年公開の『宇宙大怪獣ドゴラ』から連投しており、同作品でも刑事役での出演であった。サルノ役の若林映子も同作品から引き続き出演しているが、妖艶な悪女を演じた同作品に対し本作品では正反対の凛とした女性を演じている。
小泉博、星由里子、小杉義男など前作と似た役どころでの続投となった俳優が多い。塚本博士役には、第1作『ゴジラ』および『ゴジラの逆襲』で山根博士を演じた志村喬が起用されたが、ゴジラシリーズへの出演は本作品が最後となった。
当初、暗殺団首領役には土屋嘉男が予定されており、自ら衣裳のサングラスを捜し歩くなどしていたが、出演していた『赤ひげ』の撮影が終わらず、伊藤久哉が演じることとなった。サルノ役も当初は水野久美が予定されていたが、体調不良により降板している。
阿蘇山で掛け合いを見せる中山豊、大村千吉、加藤茂雄の3人は、本多の監督作『東京の人さようなら』でも共演しており、加藤は同作品の3人が揃っているから本多が何か面白いことをやろうと考えたのだろうと述べている。

### 撮影
本編班は、1964年10月16日にクランクイン。東宝撮影所第6ステージに組まれた進藤家のセットから始まった。同ステージでは、塚本研究所のセットも組まれた。
10月19日から23日にかけて、前年に完成した黒部ダムでのロケが行われた。8月に開業したばかりの黒部ダム駅も撮影に用いられた。
警視庁特別警備課のシーンは、東宝撮影所第4ステージにセットが組まれ、10月24日から25日にかけて撮影が行われた。同ステージでは、10月30日に喫茶店のシーンも撮影された。
横浜のホテルのシーンは、東宝撮影所第7ステージにて10月27日から29日にかけて撮影された。
東洋放送のシーンは、東宝撮影所第5ステージにて11月4日に撮影された。同ステージでは、国会議事堂自治会館会議場のセットも組まれた。
上野恩賜公園でのロケは、11月20日に行われた。直子が公衆電話をかけるシーンは、渋谷でロケが行われた。
11月23日から27日にかけては、阿蘇山でのロケが行われた。
宇宙円盤クラブの観測会場は、東宝撮影所第7ステージにセットが組まれ、12月7日に撮影が行われた。
サルノを救出する小美人のシーンは、東宝撮影所第1ステージにて5倍スケールのラージセットを組んで撮影している。『あの方はどうしているのでしょう』の観覧席は、東宝撮影所第2ステージで撮影され、中年女性のエキストラが多く動員された。
サルノが崖から落下するシーンは、東宝撮影所第9ステージのセットで撮影しており、落下するサルノは男性スタントが演じた。
安楽椅子の男の部屋は、東京映画撮影所第3ステージにセットが組まれた。
氷川丸のシーンでは、船尾側のオープンデッキから海上のゴジラを人々が目撃するという描写となっているが、実際にはこのデッキは陸側を向いている。
進藤が直子と村井を見かけるシーンは、小田急小田原線の祖師ヶ谷大蔵5号踏切で撮影された。

### 特撮
本作品の特撮では、キングギドラの操演と合成が大きな見どころとなっている。
キングギドラの操演には工夫が要された（詳細はキングギドラ (昭和ゴジラシリーズ)#『三大怪獣 地球最大の決戦』を参照）うえ、終盤の三大怪獣との戦闘シーンでは1つの画面に納まりきれなかった。撮影助手の川北紘一は、4匹の怪獣を1度にフレーム内に収めるのに苦労していたと述懐している。ラドンの上にモスラが乗ったり、ゴジラの尾先をモスラがくわえて移動したりするのは、1体ずつ距離を置いて撮るのが難しかったためであるという。
キングギドラの光線（引力光線）は、ポスターでは当初は「直線的な光線にしたい」との円谷英二の要望で炎の光線だったが、映像ではキングギドラが光線を吐いて向こうの方で爆発している画の角度が合わず、歪ませて合わせるしかないことから、そのことで円谷と何度もやりあって「俺が考えたのが雷状の光線」だと、合成担当の飯塚定雄は述べている。一方、光線の打ち合いではストーリーが単純化して合成も大変になるとの判断から、円谷はゴジラに放射能火炎を吐かせることをやめ、プロレス技や岩を投げるなどの戦い方を描写した。
特撮班は1964年9月24日にクランクイン。東宝撮影所第11ステージに組まれたセットプールで、ゴジラとラドンとの戦闘シーンから撮影が行われた。同ステージでは、富士山麓のセットも組まれた。
松本市のロケーション撮影は、特撮班により10月5日から8日にかけて行われた。
東京タワーと当時完成して3年目の横浜マリンタワーが、キングギドラの引力光線で倒壊するカットがある。東京タワーのミニチュアは、第1展望台から下のみが制作された。地面に落下するアップ用も別途制作された。マリンタワーの撮影では、東宝撮影所第8ステージに周辺の元町地区を精密に再現した広大なミニチュアセットも制作されていたが、全体を映す俯瞰シーンはカットされ、1986年に発売されたビデオ『東宝特撮未使用フィルム大全集』で初公開された。同セットでは、街頭のサイズを変えることでパースを生み出している。ホテルニューグランドのミニチュアでは、同年に設置されたばかりのネオン看板も再現しているが、画面にはあまり映っていない。
霞沢のセットは、東宝撮影所第8ステージで撮影された。同ステージでは、ラドンが出現する阿蘇山のセットも組まれ、現地ロケハンに基づき阿蘇山ロープウェーの阿蘇山西駅周辺が再現されている。
ゴジラから逃げるクジラの群れはミニチュアを制作し、東宝撮影所大プールにて撮影が行われた。ゴジラが寿山号を襲撃するシーンも、同プールにて12月10日に行われた。ゴジラが上陸する横浜港のシーンも、同プールに緻密なセットを組んで撮影している。
ゴジラとラドンとの戦闘シーンでは、芦ノ湖の実景と合成したシーンも存在するが、富士山はホリゾントに描かれた背景をそのまま用いているため、実際の遠景よりも大きいものとなっている。
本作品と並行して円谷が設立した円谷プロダクションの特撮テレビドラマ『ウルトラQ』の制作も始まっており、本作品の撮影現場に円谷プロのスタッフが訪れて円谷と打ち合わせを行うことがしばしばあった。有川によれば、当時の映画スタッフはテレビ業界を下に見ていたために彼らを邪魔に感じていたといい、円谷がテレビ屋になったと陰口を叩かれたり、スタッフを引き抜かれたりするなどしていたため、テレビ業界には良い印象を持っていなかったと述懐している。

### 音楽
音楽は『キングコング対ゴジラ』『モスラ対ゴジラ』に引き続き、伊福部昭が担当した。伊福部は同年に『宇宙大怪獣ドゴラ』も手掛けており、1年で怪獣映画を3本担当した唯一の年となった。
前2作でゴジラの主題として用いられた「ゴジラの猛威（ゴジラの恐怖）」は、登場怪獣の増加により前半部分のみとなり、楽器構成も重厚感を削った軽快なものとなった。ラドンのテーマは、同じく伊福部が手掛けた『空の大怪獣 ラドン』を踏襲しており、シーンによって音の高低を使い分けている。富士山麓の戦い以降は、ゴジラの猛威とラドンのテーマを組み合わせた楽曲が用いられている。本作品でのモスラの主題は、前作で用いられたモスラのテーマではなく、同作品での卵のテーマを用いている。
怪獣の主題としては唯一キングギドラのテーマが新規に作曲された。
金星人や隕石関連の楽曲には、『ドゴラ』でも用いたミュージックソーを取り入れている。
黒部渓谷のシーンでのホルンとトランペットによる楽曲は（通称黒部谷のテーマ）、劇中での使用は短いが、初期の怪獣映画のレコードに収録されていたことから伊福部の山岳テーマとして知名度が高い。

## 再上映
「東宝チャンピオンまつり」（1971年12月12日公開）
『ゴジラ・モスラ・キングギドラ 地球最大の決戦』と改題されている。チャンピオンまつりでは、再編集にあたり同年春の『怪獣大戦争 キングギドラ対ゴジラ』まではオリジナルネガに直接手を加えていたが、本作品以降は複製フィルムが用いられたとされる。上映時間は73分。観客動員数は109万人。
同時上映は『帰ってきたウルトラマン 竜巻怪獣の恐怖』・『いなかっぺ大将』・『みなしごハッチ』・『マッチ売りの少女』（人形アニメ）の4本。
1992年に発売されたLD-BOX『ゴジラ激闘外伝』への収録を経て、2014年に発売された本作品のBDに特典映像として収録された後、2018年5月1日に発売されたムック『ゴジラ全映画DVDコレクターズBOX VOL.48』（講談社）にDVD版がポスターやパンフレットなどの復刻版と共に同梱された。
- 『ゴジラ-1.0』の監督を務めた山崎貴が2023年9月29日に「山崎貴セレクション ゴジラ上映会」第2回に登壇して明かしたところによれば、小学3年時に銭湯に貼ってあった本作品のポスターを見て父に「もう他に映画を観せてくれなくていいからこれだけは連れてってくれ」と懇願し、連れていってもらえて嬉しかったが、それ以降は「約束だから」と一切連れて行ってもらえなくなった結果、級友たちが観た『ジョーズ』も『タワーリング・インフェルノ』も観られなかったことから、自身にとっては因縁の作品であるという。

「ゴジラ映画大全集」（1979年夏興行）
東宝が全国5劇場で行ったリバイバル特集の番組の1つとして、8月5日に上映された。
冒頭部のみ東宝チャンピオンまつり版のニュープリントに差し替えられた特殊なバージョンとなっていた。
「復活フェスティバル ゴジラ1983」（1983年7月21日公開）
20歳前後の世代を中心にこの数年前より起きていたゴジラのリバイバルブームに応じ、全国主要都市で行われたゴジラシリーズをはじめ東宝特撮作品の人気作10本をセレクトした特集上映の1本として、オリジナル公開版がニュープリント上映された。
「『ゴジラ』（1954）公開70周年記念特別企画」（2024年10月11日公開）
TOHOシネマズ日比谷・TOHOシネマズ梅田・TOHOシネマズ赤池・TOHOシネマズららぽーと福岡・TOHOシネマズすすきのにて、厳選された歴代ゴジラ作品の1本として、4Kデジタルリマスター版が10月11日 - 10月24日の2週間上映された。

## 海外公開版
アメリカ合衆国ではウォルター・リード・スターリングが配給権を取得し、同社のグループ企業であるセンチネンタルの配給により、1965年9月29日に公開。『Ghidorah, the Three-Headed Monster』とキングギドラをうたう題名となっている。上映時間は85分。追加撮影などの大きな改変はないが、一部カットと編集の変更と吹き替えのみである。アメリカ側で再編集された結果、ゴジラが太平洋に出現した際にラドンが上空へ飛来したとの展開になっており、その直後にキングギドラが隕石から出現している。音楽も「小美人の歌」は劇伴に差し替えられている。なお、サルノ王女を支配する意識は3,000年前の火星人となっており、キングギドラが滅ぼした文明については、5,000年前の金星ではなく3,000年前の火星に変更されている。
センチネンタルの関係者が雑誌『バラエティ』で明かしたところによれば、公開から5日間で20万ドル以上の利益を上げ、最終的には130万ドルの利益を得たほか、吹き替えの演出はジョセフ・ベルッチが担当したという。

## テレビ放送
- 1974年1月20日および2月17日に日本テレビ『日曜映画劇場』で放送された[13]。冒頭にはクライマックスでの決戦シーンのハイライトが流れるなど独自の構成となっている[13]。視聴率は、1月放映時が14.8パーセント、2月放映時が15.8パーセントを記録し、1973年10月から1974年9月までのテレビ放送された邦画の視聴率で前者は16位、後者が11位となった[13]。
- 1976年5月1日および1978年1月4日にフジテレビ系で放送された[13]。
- 1976年12月31日には関西テレビでローカル放送され、視聴率は22.6パーセントを記録した[13]。

## 映像ソフト化
- 8mmフィルム
  - 『宇宙怪獣キングギドラ』として抜粋映像を編集したものが1972年ごろに東宝から発売された。解説音声の入ったソノシート、絵本をセットにしたもの。
- ビデオソフト
  - 1980年代前半に発売[267][262]。品番 TG0653、カラー、左右トリミング版、88分短縮版、冒頭の円盤クラブのシーンなどを中心にカットされたもので再上映版とは別編集[268][262]。
  - 1988年9月に「シネスコ完全版」が発売[262]。カラー、シネスコ版、93分全長版[269][262]。品番 TG1701[262]
  - 1991年12月1日に再発売[出典 118]。品番 TG4291[出典 119]
- LD
  - 1985年9月21日発売[262]。品番 TLL2013[271][262]
  - 1994年9月1日にニューマスター版が発売[262]。品番 TLL2230[272][262]
- DVD
  - 単品版（ジュエルケース版）2001年12月21日発売[出典 120]。オーディオコメンタリーは若林映子[274]。
    - 『ゴジラ・モスラ・キングギドラ 大怪獣総攻撃』の公開に合わせて発売された。[要出典]上記の「宇宙怪獣キングギドラ」が特典収録されている[274]。劇場用予告編はオリジナルが現存していないと当時は思われていたため、再上映版の予告編が収録されている[注釈 35]。

  - 「GODZILLA FINAL BOX」（2005年4月22日発売）[276]
  - 「ゴジラ DVDコレクションII」（2008年2月22日発売）[277]
    - トールケース版と同時発売[277]。

  - 2014年5月14日、60周年記念版発売[145]。
  - 2016年6月15日、東宝DVD名作セレクション版発売[278]。
- BD
  - 2010年3月19日発売[262]
  - 2014年6月18日には「ゴジラ60周年記念版」として期間限定の廉価版が発売[279]。
  - 2023年11月22日、4Kリマスター版のBlu-rayおよび4K Ultra HD Blu-ray発売[262]。

上記のほか、2021年の4Kデジタルリマスター化の際には東宝のフィルムセンターから発見された当時の予告フィルムからの復元作業を経て、本編と劇場用予告編が共に完全再現されている。

## 漫画
- 月刊誌『少年ブック』（集英社）の1965年新年増刊号に、石川球太による漫画版が付録として収録された[出典 121]。1992年に『ゴジラVSキングギドラ決戦史』（竹書房）へ収録された[209]。
- 1984年7月20日に秋田書店「MOVIEコミックス」よりフィルムコミックが発売された[282]。

## その他
ソノシート『ゴジラ・モスラ・キングギドラ 地球最大の決戦』
東宝チャンピオンまつり版の公開にあわせて、朝日ソノラマより1972年1月17日に発売された。

## 関連作品
ゴジラシリーズ
『モスラ対ゴジラ』（1964年）
横浜のシーンで、この作品に登場した「ハッピー興行社」の看板が見られる。
『地球攻撃命令 ゴジラ対ガイガン』（1972年）
劇中で本作品の映像（ゴジラとキングギドラの戦闘シーン）が使われている。
『ゴジラ キング・オブ・モンスターズ』（2019年）
モンスター・ヴァースの1作。主要な登場怪獣は本作品と同一である。
『幻魔大戦』（1967年）
冒頭シーンが本作品の模倣とされる。
『さよならジュピター』（1984年）
劇中で本作品の映像（タイトルおよびゴジラとキングギドラの戦闘シーン）が使われている。
聖飢魔II
デビュー以前より黒ミサの出囃子として本作品のメインテーマが使用されている。